# Cranachstraße 11 (Weimar)

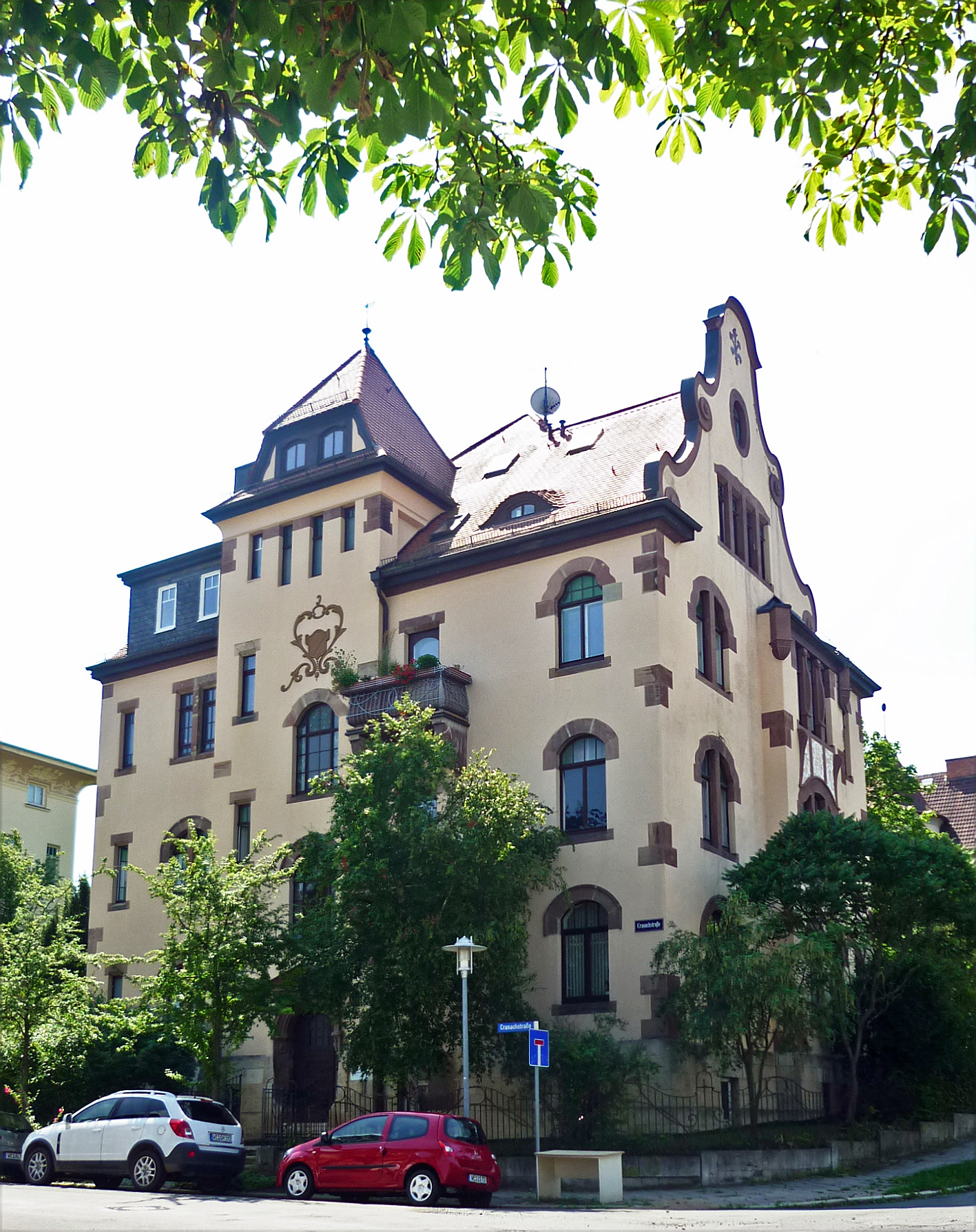
Cranachstraße 11

Das Haus Cranachstraße 11 in der Weimarer Westvorstadt ist eine Jugendstil-Wohnhaus.
Die Gebäude Cranachstraße 13, die Villa Sömmering und das Haus Cranachstraße 15 besitzen den gleichen Giebel mit der Formensprache der Spätrenaissance bzw. des Barock. Der Giebel mit diesem Charakteristikum ist auf der Seite zur Wilhelm-Külz-Straße platziert. Die Villa Sömmering aus dem Jahr 1903 wurde von Rudolf Zapfe entworfen. Zapfe hatte in der Cranachstraße einige Villen entworfen. Dazu zählen  u. a. die Villa Bornmüller und Villa Rauner. Möglicherweise hatte Zapfe auch diese Villa entworfen. Das Gebäude entstand 1905.
Das Gebäude steht auf der Liste der Kulturdenkmale in Weimar (Einzeldenkmale).